# Cowboy Carter
 (juin 2025).
La mise en forme du texte ne suit pas les recommandations de Wikipédia : il faut le « wikifier ».
Les points d'amélioration suivants sont les cas les plus fréquents. Le détail des points à revoir est peut-être précisé sur la page de discussion.
- Les titres sont pré-formatés par le logiciel. Ils ne sont ni en capitales, ni en gras.
- Le texte ne doit pas être écrit en capitales (les noms de famille non plus), ni en gras, ni en italique, ni en « petit »…
- Le gras n'est utilisé que pour surligner le titre de l'article dans l'introduction, une seule fois.
- L'italique est rarement utilisé : mots en langue étrangère, titres d'œuvres, noms de bateaux, etc.
- Les citations ne sont pas en italique mais en corps de texte normal. Elles sont entourées par des guillemets français : « et ».
- Les listes à puces sont à éviter, des paragraphes rédigés étant largement préférés. Les tableaux sont à réserver à la présentation de données structurées (résultats, etc.).
- Les appels de note de bas de page (petits chiffres en exposant, introduits par l'outil «  Source ») sont à placer entre la fin de phrase et le point final[comme ça].
- Les liens internes (vers d'autres articles de Wikipédia) sont à choisir avec parcimonie. Créez des liens vers des articles approfondissant le sujet. Les termes génériques sans rapport avec le sujet sont à éviter, ainsi que les répétitions de liens vers un même terme.
- Les liens externes sont à placer uniquement dans une section « Liens externes », à la fin de l'article. Ces liens sont à choisir avec parcimonie suivant les règles définies. Si un lien sert de source à l'article, son insertion dans le texte est à faire par les notes de bas de page.
- La présentation des références doit suivre les conventions bibliographiques. Il est recommandé d'utiliser les modèles {{Ouvrage}}, {{Chapitre}}, {{Article}}, {{Lien web}} et/ou {{Bibliographie}}. Le mode d'édition visuel peut mettre en forme automatiquement les références.
- Insérer une infobox (cadre d'informations à droite) n'est pas obligatoire pour parachever la mise en page.

Pour une aide détaillée, merci de consulter Aide:Wikification.
Si vous pensez que ces points ont été résolus, vous pouvez retirer ce bandeau et améliorer la mise en forme d'un autre article.
Albums de Beyoncé
Renaissance
(2022)
Singles
1. Texas Hold 'Em
Sortie : 11 février 2024
2. 16 Carriages
Sortie : 11 février 2024
3. II Most Wanted
Sortie : 4 avril 2024
4. Bodyguard
Sortie : 6 juin 2025

Cowboy Carter (aussi appelé Act II: Cowboy Carter) est le huitième album studio de la chanteuse américaine Beyoncé, sorti le 29 mars 2024 sous Parkwood Entertainment et Columbia Records. L'album est le deuxième volet du projet de trilogie de Beyoncé, après Renaissance (2022).
Cowboy Carter est principalement étiqueté comme un album de country, mélangeant divers genres musicaux tels que la pop, le hip-hop, le funk psychédélique, le blues, la soul, le rock 'n' roll, l'opéra, la Danse_irlandaise et la musique folklorique, entre autres. L'album est présenté comme une émission de radio diffusée par une station fictive appelée « KNTRY Radio Texas », les chanteurs de country Dolly Parton, Linda Martell et Willie Nelson jouant le rôle de disc-jockeys. Les chansons de l'album sont interprétées en collaboration avec des artistes tels que Tanner Adell (en), Britney Spencer (en), Tiera Kennedy (en), Reyna Roberts (en), Shaboozey, Willie Jones (en), Post Malone et Miley Cyrus.
L'album a battu plusieurs records de streaming et s'est hissé à la première place dans plusieurs pays du monde. Deux singles, Texas Hold 'Em et 16 Carriages, ont été publiés pour soutenir l'album. Cowboy Carter a été salué par la critique dès sa sortie. Les critiques musicaux ont estimé que l'expérimentation des genres, la portée étendue et les références éclectiques de l'album ont contribué à une réimagination ambitieuse de l'Americana et de la country à travers le prisme de ses racines noires,,,. L'album a également déclenché des discussions sur la place des musiciens noirs dans la musique country, augmenté le nombre d'auditeurs des artistes noirs de country et de la radio country en général, et accru la popularité des vêtements et de la culture western.

## Histoire
Cowboy Carter est le huitième album studio de Beyoncé, sorti le 29 mars 2024. Ce projet artistique marque une étape significative dans la carrière de Beyoncé. Il consiste en une exploration et une réappropriation du genre musical country, traditionnellement associé à la culture blanche américaine. Au-delà d'un simple album, cette œuvre est une réinterprétation culturelle et historique. Elle intègre l'identité personnelle, la mémoire collective et une recherche sur les racines afro-américaines de la musique country.

### Les origines et influences personnelles (1990–2016)
L’origine de Cowboy Carter remonte bien avant sa conception officielle. Pour Beyoncé, le genre country n’est pas un territoire étranger, mais un terrain intime, enraciné dans son enfance, son héritage familial et son identité texane. Née à Houston en 1981, elle grandit dans une ville marquée à la fois par la tradition country, le blues, le hip-hop et les sons afro-américains du Sud. Son père, Mathew Knowles, lui fait découvrir très tôt les musiques fondatrices de la culture noire américaine, mais aussi les classiques country du Texas, qui résonnaient à la radio locale pendant son enfance.
Dans une interview accordée en mars 2024, Beyoncé raconte avoir été influencée par des figures emblématiques blanches comme Dolly Parton, Willie Nelson, Patsy Cline, Hank Williams, mais aussi par les pionniers noirs souvent oubliés du genre, comme Linda Martell et Charley Pride. Elle insiste aussi sur l’impact de la culture country visuelle : les vêtements western, les chevaux, les rodéos – autant d’éléments qui faisaient partie intégrante de son paysage quotidien au Texas.
Plus profondément encore, la tradition orale, le récit familial et la spiritualité du Sud ont façonné la sensibilité artistique de Beyoncé. Son grand-père, vétéran de guerre et ouvrier agricole, chantait des hymnes gospel dans les églises rurales et racontait des histoires transmises de génération en génération. Ces récits, imprégnés d’une conscience de la mémoire noire, l’ont influencée dans sa façon d’envisager la narration musicale.
Le lien entre Beyoncé et la country s’est d’abord exprimé en filigrane dans son travail. Dès la période Destiny’s Child, des morceaux comme Brown Eyes ou If portaient des inflexions country-soul. Mais c’est surtout en 2016 que cette relation devient explicite, avec la sortie de Daddy Lessons sur son album Lemonade. Le morceau, porté par une guitare acoustique, un harmonica et une esthétique country, raconte la relation conflictuelle avec son père à travers le prisme d’un récit typiquement sudiste. Bien que le morceau soit sincère et enraciné, il est violemment rejeté par l'industrie country traditionnelle.
Cette exclusion culmine lors des Country Music Association Awards 2016, où Beyoncé se produit avec The Chicks. La performance est vivement critiquée, jugée « hors genre », « trop pop », voire « trop politique », et suscite des réactions racistes et sexistes sur les réseaux sociaux. Cet épisode marque un tournant pour la chanteuse, qui le décrira plus tard comme le moment où elle a pris conscience de l’invisibilisation systématique des artistes noirs dans ce genre musical. Elle confie avoir été « profondément blessée » par cette expérience et qu’elle a décidé à ce moment-là de « créer [son] propre espace, plutôt que de demander à quelqu’un d’autre de [lui] en faire une place ».
Cette prise de conscience n’est pas seulement artistique, elle est politique. Elle pousse Beyoncé à explorer les racines afro-américaines de la country, à revendiquer leur héritage, et à affirmer que cette musique ne peut plus être racontée à travers un seul prisme blanc. En revisitant ses propres racines familiales et en replaçant les Noirs au centre du récit country, Beyoncé amorce, dès cette période, le projet de ce qui deviendra des années plus tard Cowboy Carter.

### La recherche et la documentation (2017–2019)
La genèse intellectuelle et conceptuelle de Cowboy Carter remonte à la période post-Lemonade, lorsque Beyoncé, marquée par les réactions controversées à sa performance aux Country Music Association Awards de 2016, entreprend une vaste enquête historique, musicale et politique autour des origines afro-américaines de la musique country. Entre 2017 et 2019, elle entame un processus méthodique de recherche documentaire, collaborant avec des archivistes, musicologues, conservateurs de musées, DJ, journalistes et spécialistes de la culture sudiste noire.
Ce travail démarre dans un esprit de réparation symbolique. Selon plusieurs sources, Beyoncé aurait consulté des archives universitaires, des enregistrements radio des années 1920 à 1970, des fonds sonores de la Bibliothèque du Congrès, ainsi que des collections privées consacrées aux artistes afro-américains du Sud rural, notamment celles concernant DeFord Bailey, Charley Pride et Linda Martell.
Durant cette période, elle visite aussi plusieurs lieux emblématiques du patrimoine noir sudiste : Nashville, Clarksdale, Tuskegee, le National Museum of African American Music (NMAAM) et les terres agricoles de sa propre famille au Texas. Elle y recueille des témoignages, des récits oraux, des fragments de chants de travail, des histoires de résistance transmises de génération en génération. Ce matériel est ensuite distillé dans la structure narrative de l’album sous forme d’interludes, d’hommages, ou de réinterprétations stylistiques.
En parallèle, Beyoncé entame une relecture critique des récits dominants sur l’histoire de la country, notamment à travers des lectures d’ouvrages spécialisés tels que Hidden in the Mix: The African American Presence in Country Music de Diane Pecknold, ou les travaux du chercheur Rhiannon Giddens. Elle confronte les versions "blanchies" de l’histoire du genre à des contre-narrations issues des diasporas noires rurales, caribéennes et métissées du Sud des États-Unis.
La documentation ne se limite pas à la country. Elle inclut également une analyse croisée avec d'autres genres fondateurs, le blues, le folk, le gospel, le zydeco, pour cartographier les liens historiques entre les sonorités afro-américaines et l’esthétique américaine mainstream. Cette approche holistique permet à Beyoncé de créer un album qui ne se contente pas d’adopter un style musical, mais qui expose ses ramifications historiques et ses dynamiques d’effacement.
Pendant ces deux années de recherche, Beyoncé entame également une collaboration avec plusieurs figures contemporaines du genre country afro-américain, parfois de manière informelle : elle échange avec Mickey Guyton, Rissi Palmer, Allison Russell et Brittney Spencer sur leurs expériences de marginalisation, de racisme dans les circuits radio, ou de silenciation dans les festivals country. Ces discussions orientent non seulement les choix de production de l’album, mais aussi sa mission pédagogique : utiliser sa propre plateforme pour élargir les frontières du genre et offrir un espace de légitimité à une nouvelle génération d’artistes.
Enfin, cette phase préparatoire donne naissance à une vaste archive sonore, que Beyoncé conserve partiellement privée. Elle y aurait stocké des maquettes, des extraits de prêches, des fragments de dialogues, des improvisations instrumentales et des lectures d’archives, servant de base à la narration éclatée de Cowboy Carter. Plusieurs critiques musicaux estiment que cet album fonctionne comme une œuvre d’archéologie sonore contemporaine, mobilisant la mémoire collective pour la transformer en manifeste vivant.
Ainsi, loin d’un geste spontané, Cowboy Carter s’appuie sur une période de recherche minutieuse, patiente, et multidimensionnelle, inscrivant Beyoncé non seulement dans une démarche artistique, mais aussi dans un travail de vérité historique et de reconfiguration culturelle.

### Conception artistique et production (2019–2023)
Après une longue phase de documentation historique entamée dès 2017, Beyoncé entame entre fin 2019 et le début de la décennie 2020 la phase active de conception de Cowboy Carter. Plus qu’un simple album de genre, le projet est pensé comme une œuvre totale : un manifeste visuel, sonore et politique, qui déconstruit les codes traditionnels de la country tout en rendant hommage à ses racines afro-américaines. Le processus de création s’étale sur près de quatre ans, de façon intermittente mais intense, parallèlement à la finalisation d’Act I: Renaissance, dans une logique de trilogie musicale à entrées thématiques multiples.
Dès la phase de production initiale, Beyoncé adopte une approche artisanale et collaborative. Elle s’entoure d’un noyau créatif aux sensibilités multiples : des producteurs hip-hop et R&B (Hit-Boy, The-Dream, Raphael Saadiq), des ingénieurs de renom (Derek Dixie, Sounwave), mais aussi des instrumentistes issus du bluegrass, du folk et du gospel sudiste. Elle fait appel à Tyler Johnson (producteur de Chris Stapleton), Dave Hamelin, Nova Wav, Cadenza ou encore Shawn Everett pour injecter une diversité texturale rare dans l’univers pop contemporain.
Beyoncé tient personnellement à superviser chaque session d’enregistrement. Elle privilégie les studios analogiques pour certaines prises acoustiques (à Nashville, Marfa, Austin et Los Angeles) et insiste sur une captation vocale dépouillée. Son objectif est de retrouver la rugosité et l’organicité des enregistrements country des années 1960 tout en conservant la sophistication technique du son contemporain. Des instruments emblématiques comme le banjo, la pedal steel, le violon texan, ou encore l’harmonica sont utilisés en prise directe, souvent dans une logique de « live en studio ».
Le processus créatif repose également sur une écriture fragmentée et non linéaire. Beyoncé écrit les morceaux comme des vignettes ou des chapitres de récit, s’inspirant de traditions narratives orales et de structures héritées du gospel, du call-and-response ou du blues narratif. Chaque chanson s’inscrit dans un continuum historique et émotionnel : 16 Carriages et Daughter sont conçues comme des confessions générationnelles, tandis que Spaghettii et Ya Ya reprennent les codes du spoken word et de la satire pour questionner les normes culturelles.
L’album est aussi façonné à travers de nombreuses sessions d’expérimentation. Beyoncé et son équipe testent différentes combinaisons stylistiques (country-funk, gospel-rock, folk-psyché), poussant volontairement les frontières du genre. Certaines chansons enregistrées pendant cette période sont volontairement mises de côté pour mieux préserver l’unité narrative. Elle décrit elle-même cet effort comme une « déconstruction de la country depuis ses fondations, pour la reconstruire à notre image ».
Une attention particulière est également portée aux collaborations vocales. Beyoncé sélectionne des artistes non seulement pour leur notoriété mais pour leur lien organique avec le projet : Willie Nelson, Dolly Parton et Linda Martell apparaissent comme des figures tutélaires et critiques du récit. De jeunes artistes comme Tanner Adell, Shaboozey, Tiera Kennedy, ou Brittney Spencer sont conviés dans une logique intergénérationnelle. Beyoncé se sert de son influence pour les faire découvrir à un large public, tout en les intégrant de manière narrative et symbolique dans le corpus de l’album.
La direction artistique est pensée dans le prolongement sonore. Beyoncé conçoit le projet visuel de l’album comme une œuvre d’art totale : chaque photo, chaque tenue et chaque visuel s’appuie sur un imaginaire country réinterprété depuis l’esthétique noire diasporique. Elle collabore avec le photographe Blaire Caldwell et la styliste Shiona Turini pour produire une série d’images allégoriques qui accompagnent l’album, mettant en scène des cowgirls noires, des reines sudistes, et des figures mythologiques afro-occidentales.
Enfin, la production musicale est étroitement liée à l’évolution sociale et politique des États-Unis durant cette période. Le projet prend forme dans un contexte post-George Floyd, de remise en cause du suprémacisme culturel, et d’appel croissant à la justice raciale dans les arts. Beyoncé intègre ces tensions dans la trame même de l’album, par la texture du son, le choix des voix, et l’assemblage d’esthétiques souvent compartimentées dans l’industrie musicale.
Ainsi, entre 2019 et 2023, Beyoncé construit patiemment Cowboy Carter comme une œuvre de synthèse, d’exploration et d’engagement. Le projet dépasse le cadre musical pour devenir un laboratoire de formes, un manifeste d’inclusion, et un geste artistique profondément ancré dans la mémoire collective.

### Thématiques et narration
Cowboy Carter se présente comme une fresque musicale dense et immersive, articulée autour de nombreuses thématiques personnelles, historiques, culturelles et politiques. Beyoncé y déploie une narration complexe, éclatée mais cohérente, qui conjugue récit autobiographique, réinterprétation des symboles américains et célébration de la mémoire noire.
Dès l’ouverture, Ameriican Requiem annonce le ton : il ne s’agit pas d’un simple retour aux sources musicales, mais d’une remise en question profonde de l’identité américaine. Beyoncé chante : « They used to say I spoke too country / Then the rejection came, said I wasn't country 'nough », posant immédiatement la tension raciale, culturelle et esthétique au cœur de l’album. Le morceau agit comme un manifeste d’appartenance contrariée : Beyoncé n’y demande pas sa place dans la country, elle l’impose, en rappelant que les racines du genre sont aussi noires qu’américaines.
Sur le plan structurel, l’album prend la forme d’une expérience radiophonique fictive, dans laquelle Beyoncé convoque des voix comme celles de Willie Nelson, Dolly Parton ou Linda Martell, jouant le rôle de DJ, de mentors ou de témoins. Ces interventions servent d’interludes parlés ou chantés, évoquant l’univers de la radio country des années 1960–70, tout en créant une narration horizontale qui traverse les morceaux et les époques.
Au fil des pistes, Beyoncé explore des thèmes personnels puissants. Dans 16 Carriages, elle évoque la solitude, le poids des responsabilités et l’enfance sacrifiée, sur fond de ballade funèbre : « It’s been 38 summers / And I’m not the same » . Ce titre fonctionne comme un écho à Daddy Lessons (de l'album Lemonade), mais avec une maturité et une mélancolie plus prononcées.
D'autres chansons embrassent des récits collectifs. Blackbiird, reprise du morceau des Beatles écrit par Paul McCartney en hommage au mouvement des droits civiques, devient un hymne à la résilience des femmes noires. Beyoncé y invite plusieurs jeunes artistes afro-américaines de la scène country, offrant à la fois visibilité, transmission et sororité.
La chanson Jolene constitue une autre relecture audacieuse d'un tube country : Plutôt que de reproduire la supplication du titre original de Dolly Parton, Beyoncé adopte une posture de force et d’autorité, transformant l’épouse trahie en femme souveraine. Le morceau devient une déclaration d’indépendance féminine, transcendant les archétypes genrés du country classique.
D’autres titres, comme Spaghettii, Alliigator Tears, Ya Ya, ou Just For Fun, brouillent volontairement les lignes entre gospel, rap, funk, honky-tonk, folk psychédélique et blues. Cette hybridité stylistique incarne à elle seule la revendication d’un espace musical pluriel pour les Noirs, au-delà des étiquettes imposées. Beyoncé y célèbre la multiplicité des identités noires, refusant la classification rigide des genres comme outil de hiérarchisation raciale dans l’industrie musicale.
Le motif du voyage — physique, spirituel et ancestral — traverse également l’album. Les transitions, les chœurs gospel, les moments de silence et les textures acoustiques créent une ambiance de traversée. Beyoncé y avance comme une cowgirl du XXIe siècle, solitaire mais connectée aux femmes qui l’ont précédée, et à celles qu’elle élève à son tour.
Dans sa construction globale, Cowboy Carter n’est pas linéaire. L’album fonctionne comme une mosaïque de récits entrecroisés, refusant la narration chronologique au profit d’une architecture circulaire, où passé, présent et avenir cohabitent. Ce choix narratif reflète une conception afro-diasporique du temps : non pas comme ligne droite, mais comme spirale de répétitions, de résurgences et de réinventions.
Par ce travail narratif, Beyoncé parvient à transformer un album de musique en un véritable opéra populaire contemporain. Elle y fusionne la mémoire familiale, l’histoire occultée, les luttes collectives et les émotions individuelles, créant une œuvre profondément enracinée, mais résolument tournée vers le futur.

### Dimension politique
Au-delà de son ambition artistique, Cowboy Carter se distingue par sa portée résolument politique. Beyoncé y confronte frontalement les structures d'exclusion, les récits historiques tronqués et la marginalisation des Noirs dans la culture musicale américaine, et plus précisément dans la musique country. Le projet tout entier est une entreprise de réappropriation identitaire et culturelle, à la fois personnelle et collective.
Dès l’ouverture de l’album avec Ameriican Requiem, Beyoncé questionne l’Amérique telle qu’on l’enseigne, la célèbre et la consomme. Elle y chante : « This ain't a country song, this is a war cry », établissant d’entrée le ton de l'œuvre comme une déclaration d’indépendance et de résistance. L’ajout d’un second "i" dans le mot "Ameriican" suggère une dualité, une rupture dans le récit national traditionnel : l’Amérique blanche dominante versus l’Amérique noire, oubliée et opprimée.
Le projet dénonce aussi les institutions musicales, notamment l’industrie country, qui ont longtemps invisibilisé les artistes noirs malgré leur rôle fondateur. Beyoncé cite explicitement le rejet qu'elle a vécu après sa performance aux Country Music Awards en 2016 avec The Chicks, une expérience qui a servi de catalyseur à la création de l’album. L’album devient ainsi une réponse artistique à l’exclusion et à la xénophobie qui persistent dans certaines sphères culturelles dominées par des récits blancs et conservateurs.
Beyoncé s'attaque également aux stéréotypes de genre. En réinterprétant des archétypes féminins à travers les chansons comme Jolene,  dans laquelle elle inverse le récit de la femme soumise, elle affirme une puissance féminine noire, autonome et fière. Cette relecture féministe s’inscrit dans une perspective inter sectionnelle où la condition des femmes noires occupe une place centrale : leur marginalisation dans les deux sphères,  noire et blanche, et leur nécessité de se créer un espace propre.
L’imagerie visuelle et sonore participe aussi à cette réécriture idéologique. Beyoncé détourne les symboles traditionnellement associés à l’identité américaine blanche, le chapeau de cow-boy, le cheval, le drapeau, les radios country, pour en faire des outils d’affirmation noire. Elle ne rejette pas l’Amérique : elle la reconfigure. Elle affirme que les Noirs ne sont pas les "autres" de l’histoire américaine, mais bien ses fondateurs culturels et sociaux.
À travers l’invitation de figures emblématiques comme Linda Martell, première femme noire à avoir percé dans la country, ou Dolly Parton, incarnation de la country blanche mainstream, Beyoncé construit des ponts. Elle ne cherche pas à effacer l’histoire blanche, mais à y inclure la réalité noire dans toute sa profondeur. Ce dialogue intergénérationnel et interracial devient alors un modèle de coexistence culturelle possible, en contraste avec les tensions raciales historiques.
Enfin, l’album s’inscrit dans une dynamique d’éducation culturelle. Beyoncé utilise sa plateforme pour mettre en lumière des artistes contemporains noirs du genre country, longtemps ignorés par les radios et labels. Elle les inclut dans le projet comme voix invitées, tisse des liens avec des figures historiques comme DeFord Bailey et Charley Pride, et relance un dialogue sur l’histoire réelle du country et de l’Amérique.
Par son ambition, Cowboy Carter transcende ainsi la notion d’album pour devenir un manifeste politique, éducatif et esthétique , une œuvre conçue non seulement pour être écoutée, mais aussi pour être interrogée, transmise et débattue.

### Héritage et transmission
Avec Cowboy Carter, Beyoncé ne se contente pas de créer un album ; elle construit un pont générationnel et historique. Le projet s’inscrit dans une démarche patrimoniale, visant à documenter, honorer et réactiver une mémoire effacée : celle des artistes noirs ayant participé à la fondation de la country et plus largement de la musique américaine. L’album agit comme un acte d’archivage culturel en temps réel.
L’une des intentions claires de Beyoncé à travers ce projet est de corriger l’histoire officielle. En incluant la voix de Linda Martell – pionnière noire du genre country, trop longtemps oubliée – Beyoncé remet sur le devant de la scène une artiste qui avait été marginalisée dans les années 1970 à cause de sa couleur de peau. L’album redonne ainsi à Martell une place symbolique majeure, faisant d’elle un repère pour les nouvelles générations d’interprètes noires.
En parallèle, Beyoncé offre une visibilité à une nouvelle vague d’artistes country afro-américain·es émergent·es, tels que Tiera Kennedy, Tanner Adell, Shaboozey, Reyna Roberts ou Brittney Spencer. Leur présence sur l’album dépasse la simple collaboration artistique : elle agit comme un levier stratégique pour leur exposition médiatique, leur légitimation dans l’industrie et leur inscription dans une tradition musicale que l’industrie avait tenté de leur refuser.
L’album devient ainsi un manifeste collectif, où Beyoncé ne parle pas seulement d’elle, mais pour une communauté. Elle se positionne non comme une colonisatrice d’un genre, mais comme une héritière légitime et une passeuse de flambeau. Par son statut et son influence, elle agit comme une force de redistribution symbolique, créant de l’espace pour celles et ceux qui ont été systématiquement invisibilisés.
Cette logique s’observe également dans la manière dont elle structure l’album : les interludes et transitions radiophoniques sont conçus comme des moments de transmission orale, à la façon des griots ou des animateurs communautaires. Le format rappelle les heures de gloire de la radio AM américaine, où la parole et les anecdotes étaient aussi importantes que la musique. Ce choix rend hommage à la tradition de la narration orale, centrale dans les cultures afro-américaines du Sud.
Le geste patrimonial est également visuel : à travers la photographie de couverture, les costumes western réinterprétés à l’esthétique noire, et les vidéos associées, Beyoncé recompose une mythologie alternative du cow-boy noir. Elle se réapproprie une figure longtemps réduite à des clichés hollywoodiens blancs, et en fait un symbole de force, d’héritage et de résistance. Le visuel devient ainsi un outil de réécriture culturelle qui renforce le propos sonore de l’album.
Enfin, Cowboy Carter agit comme une œuvre pédagogique. Plusieurs enseignants, journalistes culturels et activistes ont salué l’album pour son potentiel éducatif. Il sert d’introduction accessible à des débats historiques complexes : la négation des racines noires de la country, le racisme systémique dans les industries culturelles, et la nécessité de représenter les identités multiples au sein d’un même patrimoine musical.
En plaçant les voix noires au centre de la narration country, Beyoncé pose un geste politique et culturel majeur. Cowboy Carter devient alors bien plus qu’un album : il est une archive vivante, un manifeste intergénérationnel, une boîte à outils pour comprendre, réparer, et célébrer un héritage occulté. Beyoncé ne cherche pas à s’approprier un genre, mais à le remettre en perspective, à en révéler les racines enfouies et à en garantir la transmission aux générations futures.

## Pochette de l'album
La pochette de Cowboy Carter a été dévoilée le 19 mars 2024 via les réseaux sociaux de Beyoncé, dix jours avant la sortie officielle de l’album. L'image a immédiatement attiré l’attention du public et des critiques en raison de sa forte charge symbolique, de ses références à la culture américaine et de sa résonance avec les thèmes de l’album. Elle a été photographiée par Blair Caldwell, collaborateur de longue date de Beyoncé, avec des éléments visuels conçus par l’artiste texan Brandon Washington, basé à Houston (Texas).

### Description
Sur la pochette officielle, Beyoncé est représentée de profil, montée sur un cheval blanc, habillée d’un drapeau américain revisité en robe drapée. Elle porte un chapeau de cow-boy hautement stylisé, avec les bras levés, dans une pose à la fois triomphante et spirituelle. En arrière-plan, un ciel noir évoque l’Ouest américain mythifié. L’illustration a été saluée pour son traitement esthétique cinématographique et sa capacité à évoquer des récits visuels multiples.

### Symbolisme et interprétations
Plusieurs médias ont décodé les significations sous-jacentes de l’image. Pour CNN, la robe-drapeau incarne une réappropriation symbolique du patriotisme américain du point de vue d'une femme noire du Sud des États-Unis. Vox note que le positionnement de la chanteuse, fière et stoïque sur son cheval, évoque une héroïne western classique, mais dans un rôle traditionnellement masculin et blanc, ici inversé et revalorisé.
D’autres critiques ont vu dans l’image une référence à Lady Godiva, figure mythique ayant monté nue un cheval en signe de protestation. Cependant, Beyoncé, loin de la vulnérabilité du mythe original, est ici parée et armée, devenant un symbole de contrôle et de puissance noire féminine.
PetaPixel met en avant la composition photographique : angle bas, couleurs saturées, lumière crépusculaire — autant d’éléments qui confèrent à la scène une allure d’icône religieuse autant que de portrait politique.